# 24761 Ahau
24761 Ahau (1993 BW2) là một tiểu hành tinh Apollo và vật thể gần Trái Đất được phát hiện ngày 28 tháng 1 năm 1993 bởi C. S. Shoemaker và E. M. Shoemaker ở Đài thiên văn Palomar.